# Połajewo
Połajewo (deutsch: Güldenau) ist ein Dorf und Sitz einer Landgemeinde in Polen. Der Ort liegt im Powiat Czarnkowsko-Trzcianecki der Woiwodschaft Großpolen.

## Gemeinde
Zur Landgemeinde (gmina wiejska) Połajewo gehören acht Ortsteile (deutsche Namen, amtlich bis 1945) mit einem Schulzenamt (solectwo):
- Boruszyn (Boruschin)
- Krosin
- Krosinek
- Młynkowo
- Połajewo (Güldenau)
- Przybychowo
- Sierakówko (Zirkowko)
- Tarnówko (Tarnowko)

## Persönlichkeiten
- Berndt von Saenger (1891–1978), Gutspächter und Abgeordneter der deutschen Minderheit im Sejm

## Verkehr
Der Ort hatte einen Bahnhof an der Bahnstrecke Inowrocław–Drawski Młyn.